# Tatiana Lebedeva
Tatiana Romanovna Lebedeva (ryska: Татьяна Романовна Лебедева), född 21 juli 1976 i Sterlitamak i Basjkirien i Ryska SFSR (i nuvarande Ryssland), är en rysk friidrottare som tävlar i längdhopp och tresteg. Lebedeva har vunnit allt som går att vinna inom friidrotten, guld vid både OS, VM (inomhus och utomhus), EM (inomhus och utomhus) samt Golden League.

## Karriär
Lebedevas genombrott kom när hon blev trea vid VM för juniorer 1994 i tresteg. Hennes första mästerskap som senior blev EM 1998 då hon slutade på femte plats i tresteg. Hennes första världsmästerskap blev VM 1999 i Sevilla då hon slutade fyra med ett hopp på 14,55. Den första mästerskapsmedaljen erövrade hon vid inomhus EM 2000 då hon vann guld i tresteg med ett hopp på 14,68.
Vid Olympiska sommarspelen 2000 i Sydney blev hon tvåa, slagen bara av Tereza Marinova. 2001 började hon med att bli tvåa i tresteg vid inomhus VM i Lissabon efter Marinova. Utomhus samma år blev hon världsmästare i tresteg efter ett hopp på 15,25. 
Under 2002 födde hon barn och var tillbaka till utomhus VM 2003 i Paris där hon försvarade sitt guld efter att ha hoppat 15,18. Året 2004 inledde hon med att bli världsmästare inomhus i både tresteg och i längdhopp. Vid Olympiska sommarspelen 2004 i Aten slutade hon på tredje plats i tresteget med ett längsta hopp på 15,14. Hon fick se sig besegrad av både Francoise Mbango Etone och Hrysopiyi Devetzi. Däremot blev hon olympisk mästare i längdhopp efter att ha hoppat 7,07.
Vid VM i Helsingfors blev Lebedeva utslagen i trestgeskvalet. Däremot blev hon ensam vinnare av Golden League det året.  
År 2016 inledde hon med att bli världsmästare inomhus i tresteg efter ett hopp på 14,95. Utomhus vann hon guld i tresteg vid EM i Göteborg efter att ha hoppat 15,15. 
Vid VM 2007 i Osaka blev hon världsmästare i längdhopp med ett hopp på 7,03. Däremot fick hon se sig slagen i tresteget då hennes 15,07 inte räckte mot Yargelis Savigne.
Hon deltog även vid Olympiska sommarspelen 2008 i Peking där det blev ytterligare två silvermedaljer. I längdhoppet hoppade hon 7,03 i sista hoppet vilket var en centimeter ifrån segraren Maurren Higa Maggis resultat. I tresteget var hennes 15,32 sju centimeter från Etones segerhopp.
Vid VM 2009 i Berlin deltog hon i både längdhopp och tresteg och tog sig vidare till finalen i båda disciplinerna. I längdhoppet slutade hon tvåa bakom Brittney Reese från USA. Däremot blev hon bara sexa i tresteget. Hon avslutade friidrottsåret med att bli trea i båda disciplinerna vid IAAF World Athletics Final 2009.

## Personliga rekord
- Längdhopp utomhus - 7,33 meter (8:a genom alla tider)
- Längdhopp inomhus - 6,98 meter
- Tresteg utomhus - 15,34 meter (3:a genom alla tider) Ryskt rekord
- Tresteg inomhus - 15,36 meter världsrekord